# 1808 w polityce

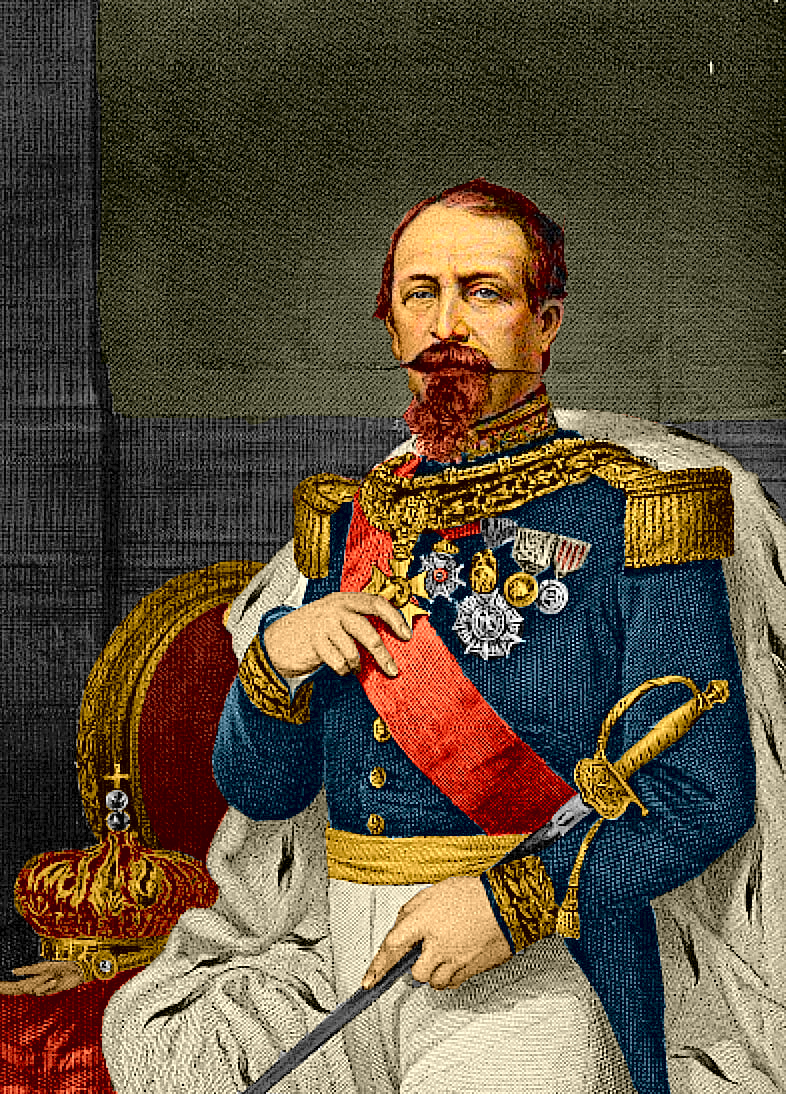
Napoleon III

Wydarzenia polityczne w 1808 roku.

## Wydarzenia
- Wojna duńsko-szwedzka[1].
- 19 marca – na skutek wydarzeń z Aranjuez – zamieszek wywołanych przez przeciwników ministra Godoya i sojuszu Hiszpanii z Francją w trakcie podróży dworu królewskiego do Kadyksu – król Hiszpanii Karol IV podpisuje akt abdykacji na rzecz swojego syna Ferdynanda VII[2].
- 20 marca – Ferdynand VII ogłasza się królem Hiszpanii[2].
- 2 maja – Dos de Mayo: rewolta antyfrancuska w Madrycie stłumiona przez francuski garnizon miasta dowodzony przez Joachima Murata zmusza hiszpańskich monarchów Karola IV i Ferdynanda VII do wyjazdu do Bojonny, początek wojny o niepodległość Hiszpanii (Guerra de la Independencia Espanola)[3].
- 14 czerwca – Wojna na Półwyspie Iberyjskim – kapitulacja francuskiej eskadry admirała Francois Entienne de Rosily-Mesros przed powstańcami hiszpańskimi wspieranymi przez brytyjską flotę w Kadyksie, początek antyfrancuskiego sojuszu hiszpańsko-brytyjskiego[4].
- 22 lipca – Wojna na Półwyspie Iberyjskim: kapitulacja francuskiego II Korpusu Obserwacyjnego dowodzonego przez gen. Pierre Dupont de l/Etang przed hiszpańskimi siłami dowodzonymi przez gen. Francisco Javiera Castanosa pod Bailen zmusza króla Józefa Bonaparte do opuszczenia Madrytu[5].
- 25 września – wojna na Półwyspie Iberyjskim: ukonstytuowanie się Junty Centralnej (Junta Suprema Central de Administrativa)  w Aranjuez, składającej się z 35 przedstawicieli junt lokalnych, pod przewodnictwem José Moñino, hrabiego Floridablanca[6].
- 30 listopada szarża polskich szwoleżerów w wąwozie Somosierra w Hiszpanii[7].

## Urodzili się
- 20 kwietnia Napoleon III Bonaparte, cesarz Francji[8].

## Zmarli
- 30 maja Ludwik Karol Orleański, hrabia de Beaujolais, brat króla Francji Ludwika Filipa I[9].
- 30 grudnia - José Moñino y Redondo, hrabia Floridablanca, przywódca Junty Centralnej w Hiszpanii[6].